# Jany Clair
Jany Clair (Lilla, 2 settembre 1938) è un'attrice francese.
Il suo nome di battesimo è Jany Guillaume.

## Filmografia parziale
- Montparnasse (Montparnasse 19), regia di Jacques Becker (1958)
- Ercole contro Moloch, regia di Giorgio Ferroni (1963)
- Maciste e la regina di Samar, regia di Giacomo Gentilomo (1964)
- La strada per Fort Alamo, regia di Mario Bava (1964)
- Missione Caracas (Mission espéciale à Caracas), regia di Raoul André (1965)
- Agente 777 missione Summergame (Coplan FX18 casse tout), regia di Riccardo Freda (1966)